# Albert Bartlett
Albert Allen Bartlett, född 21 mars 1923 i Shanghai, död 7 september 2013 i Boulder, Colorado, var en amerikansk professor i fysik vid University of Colorado.
Bartlett studerade vid Colgate University i New York där han tog en bachelorexamen i fysik 1944 och därefter arbetade inom Manhattanprojektet. Efter kriget doktorerade han vid Harvard University och anställdes 1950 vid University of Colorado i Boulder.
Bartlett betraktade överbefolkning som mänsklighetens största problem, influerad av Thomas Robert Malthus, och betraktade hållbar tillväxt som en oxymoron. Från 1969 till sin död presenterade han 1 742 gånger en populärvetenskaplig föreläsning kallad Arithmetic, Population, and Energy, aritmetik, befolkning och energi. Han varnade i samband med detta också för oljeproduktionstoppen. Han fortsatte att ge denna föreläsning även efter sin pensionering. 